# Liste der Monuments historiques in Mézières-sur-Couesnon
Die Liste der Monuments historiques in Mézières-sur-Couesnon führt die Monuments historiques in der französischen Gemeinde Mézières-sur-Couesnon auf.

## Liste der Bauwerke
| Bezeichnung             | Beschreibung         | Standort | Kennzeichnung | Schutzstatus | Datum | Bild |
| ----------------------- | -------------------- | -------- | ------------- | ------------ | ----- | ---- |
| Château de la Sécardais | Schloss, erbaut 1608 | (Lage)   | PA35000023    | Inscrit      | 2004  |      |